# Episodi di Webster (seconda stagione)
La seconda stagione della serie televisiva Webster è stata trasmessa in anteprima negli Stati Uniti d'America dalla ABC tra il 21 settembre 1984 e il 5 aprile 1985.
| nº | Titolo originale             | Titolo italiano | Prima TV USA      | Prima TV Italia |
| -- | ---------------------------- | --------------- | ----------------- | --------------- |
| 1  | Webster long (Part 2)        |                 | 21 settembre 1984 |                 |
| 2  | Webster long (Part 3)        |                 | 28 settembre 1984 |                 |
| 3  | The great Walnutto           |                 | 12 ottobre 1984   |                 |
| 4  | Knock, knock                 |                 | 19 ottobre 1984   |                 |
| 5  | Burn-out                     |                 | 26 ottobre 1984   |                 |
| 6  | Moving on                    |                 | 2 novembre 1984   |                 |
| 7  | You can't go home again      |                 | 9 novembre 1984   |                 |
| 8  | Thanksgiving show            |                 | 16 novembre 1984  |                 |
| 9  | God bless the child          |                 | 23 novembre 1984  |                 |
| 10 | Too much class               |                 | 30 novembre 1984  |                 |
| 11 | To tell the truth            |                 | 7 dicembre 1984   |                 |
| 12 | Katherine fights city hall   |                 | 14 novembre 1984  |                 |
| 13 | It's a dog's life            |                 | 4 gennaio 1985    |                 |
| 14 | Runaway                      |                 | 11 gennaio 1985   |                 |
| 15 | Keep on truckin' papa        |                 | 18 gennaio 1985   |                 |
| 16 | The uh-oh feeling            |                 | 25 gennaio 1985   |                 |
| 17 | Strike up the band           |                 | 1º febbraio 1985  |                 |
| 18 | In the family way (Part 1)   |                 | 8 febbraio 1985   |                 |
| 19 | In the family way (Part 2)   |                 | 15 febbraio 1985  |                 |
| 20 | What is art?                 |                 | 22 febbraio 1985  |                 |
| 21 | Best of friends              |                 | 15 marzo 1985     |                 |
| 22 | It's academic                |                 | 22 marzo 1985     |                 |
| 23 | Be it ever so humble         |                 | 29 marzo 1985     |                 |
| 24 | The best thing I can be      |                 | 5 aprile 1985     |                 |
| 25 | Blast from the past (Part 1) |                 | 24 febbraio 1985  |                 |
| 26 | Blast from the past (Part 2) |                 | 25 febbraio 1985  |                 |